# Pica!
Pica! è il quarto album in studio del cantante italiano Davide Van De Sfroos, pubblicato l'8 febbraio 2008 dalla Tarantanius.

## Il disco
L'album entra sin dall'inizio nella classifica italiana debuttando alla quarta posizione. La maggior parte delle canzoni, dodici, sono cantate in laghée, il dialetto parlato sul Lago di Como (una variante di quello insubre), mentre le rimanenti tre sono cantate in italiano usando il lombardo nei ritornelli (segnate con l'asterisco *).

## Tracce
1. El puunt
2. Lo sciamano
3. L'Alain Delon de Lenn*
4. New Orleans
5. La ballata del Cimino
6. Il minatore di Frontale*
7. 40 pass
8. La terza onda
9. La Grigna
10. Il costruttore di motoscafi
11. Fiil de ferr
12. Furestee
13. Il cavaliere senza morte
14. Loena de picch*
15. Retha Mazur

## Classifiche
| Classifica (2008) | Posizione massima |
| ----------------- | ----------------- |
| Italia            | 4                 |